# ناتسوکی دگوچی
ناتسوکی دگوچی (انگلیسی: Natsuki Deguchi؛ زادهٔ ۴ اکتبر ۲۰۰۱) مدل (شخص)، و بازیگر اهل Japanese است. وی از سال ۲۰۱۸ میلادی تاکنون مشغول فعالیت بوده‌است.